# Pinedas
Pinedas település Spanyolországban, Salamanca tartományban. Pinedas Molinillo, Cristóbal, Colmenar de Montemayor, Sotoserrano és Miranda del Castañar községekkel határos. Lakosainak száma 94 fő (2024).

## Népesség
A település népessége az elmúlt években az alábbi módon változott:
| Lakosok száma | 184  | 173  | 163  | 151  | 128  | 107  | 115  | 107  | 104  | 94   |
|               | 2001 | 2004 | 2007 | 2009 | 2012 | 2014 | 2017 | 2019 | 2022 | 2024 |